# 니켈 타이타늄

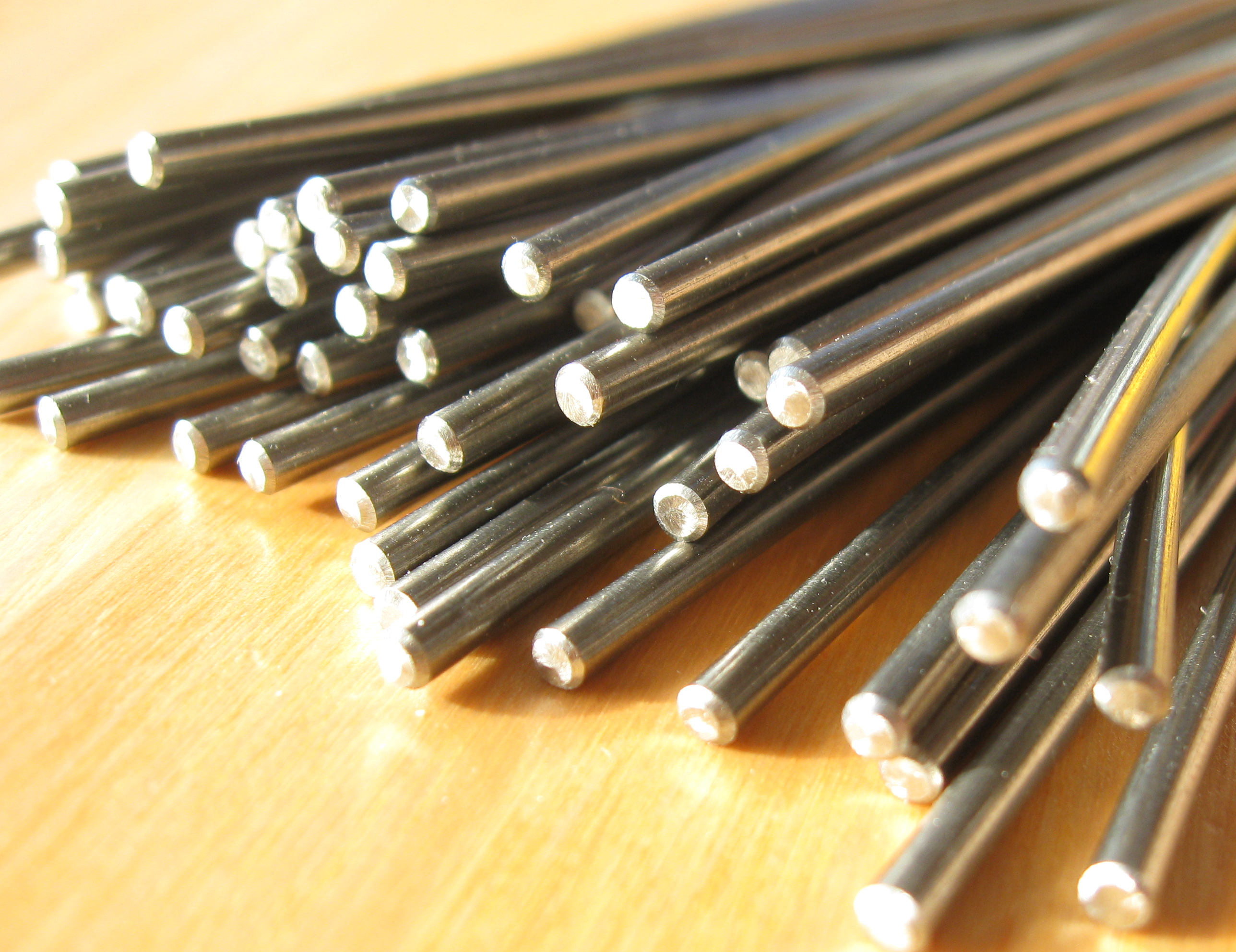
니티놀 와이어

니켈 타이타늄(Nickel titanium) 또는 니티놀(Nitinol)은 니켈과 타이타늄의 금속 합금으로, 두 성분이 거의 동등한 원자적 비율로 존재한다. 니켈의 성분의 정도에 따라 각기 다른 합금 이름이 붙여진다. 예) 니티놀 55, 니티놀 60. 각기 다른 온도에서 형상 기억 효과와 의탄성을 보인다. 형상 기억은 특정 온도에서 변형을 경험하는 니티놀의 능력이다. 외부 압력이 제거될 때 변형을 유지하다가 변형 온도 위로 가열 시 변형되지 않은 원래 상태로 복원된다. 의탄성은 큰 변형을 경험하다가 외부 적재를 제거 시 변형되지 않는 모양으로 바로 되돌아가는 성질이다.